# 普罗科普·尚多尔
普罗科普·尚多尔（匈牙利語：Prokopp Sándor，1887年5月7日—1964年11月4日），匈牙利男子射击运动员。他曾代表匈牙利参加1908年、1912年和1924年夏季奥林匹克运动会射击比赛，获得一枚金牌。